# كيث رايت (لاعب هوكي جليد)
كيث رايت هو لاعب هوكي جليد كندي، ولد في 13 أبريل 1944 في أورورا في كندا.

## وصلات خارجية
- كيث رايت على موقع دوري الهوكي الوطني (الإنجليزية)
- كيث رايت على موقع قاعة مشاهير الهوكي (لاعب أن.إتش.أل) (الإنجليزية)
- كيث رايت على موقع EliteProspects.com (الإنجليزية)
- كيث رايت على موقع HockeyDB.com (الإنجليزية)
- كيث رايت على موقع Hockey-Reference.com (الإنجليزية)